# Mathurin Jacques Brisson
Pour les personnes ayant le même patronyme, voir Brisson.
Mathurin Jacques Brisson (3 avril 1723 à Fontenay-le-Comte – 23 juin 1806 à Magny-les-Hameaux) est un zoologiste et physicien français, membre de l'Académie des sciences.

## Biographie
Brisson étudie de 1737 à 1738 au collège jésuite de Fontenay et prépare un baccalauréat de théologie à Poitiers. Mais il n’est pas fait pour une vie dans les ordres et, grâce à sa parenté avec René-Antoine Ferchault de Réaumur (1683-1757), il se lance dans l’histoire naturelle. Il enseigne la physique au collège de Navarre. Il devient le conservateur du cabinet de curiosités de Réaumur. Celui-ci, souhaitant concurrencer l’Histoire naturelle de Buffon (1707-1788), entreprend la publication d’un grand ouvrage. Il traduit Le Système du Règne animal de Jakob Theodor Klein (1685-1759) en 1756. Il entre le 15 août 1759 en qualité d'adjoint botaniste à l'Académie des sciences. C’est surtout son Ornithologie, en 1760, qui marque une étape importante dans l’étude scientifique des oiseaux. Cet ouvrage paraît avant l’Histoire naturelle des oyseaux de Buffon.
Le 29 janvier 1779, il est nommé pensionnaire botaniste à l'Académie des sciences, puis pensionnaire surnuméraire le 6 décembre 1782. Il devient pensionnaire de la classe de physique générale lors de la réorganisation du 23 avril 1785 puis nommé membre résident de la 1re classe de l'Institut de France, le 18 frimaire an IV (9 décembre 1795), dans la section de physique expérimentale.
Au début de l'année 1806, il fait une sévère attaque d'apoplexie. Sa mémoire est tellement atteinte qu'il n'arrive même plus à parler français, ne gardant que l'usage de quelques mots de son patois poitevin natal.

## L'ornithologie
L’Ornithologie en six volumes est le plus grand catalogue d'un cabinet de curiosités jamais réalisé. Il présente un système de classification des oiseaux qui sera utilisé pendant près de cent ans. Il utilise la riche collection de Réaumur mais comporte également l'étude d'autres collections privées.
Brisson réalise pleinement les lacunes de l'œuvre de Carl von Linné (1707-1778). Il tente, malgré le manque d'informations sur le comportement des oiseaux, de décrire aussi précisément que possible les espèces, là où Linné se contente d'une brève présentation. Brisson définit 115 genres regroupés en 26 ordres.
Brisson est peut-être le premier zoologiste à utiliser le concept de type même s'il n'utilise pas ce terme. Ses œuvres sont particulièrement recherchées par les collectionneurs. En 2001, un ensemble de 590 dessins originaux a été adjugé lors d'une vente aux enchères à Neuilly pour 270 200 €.

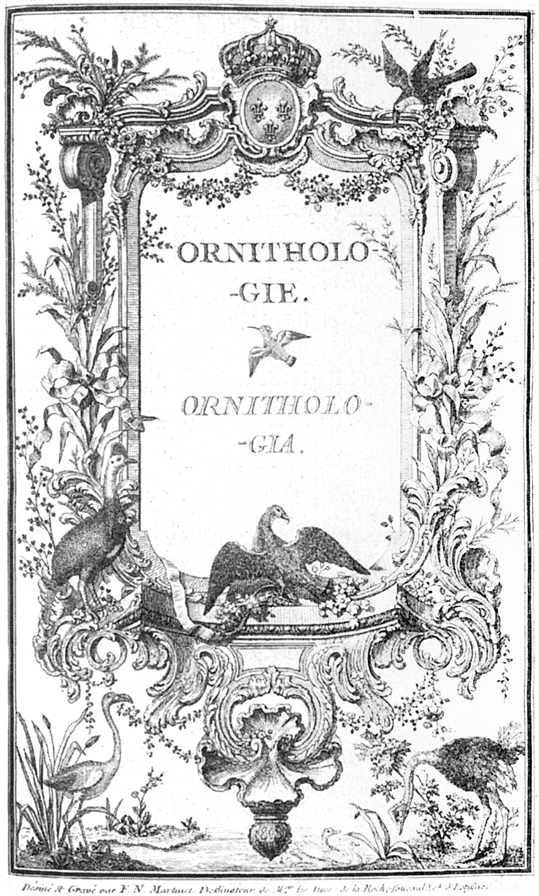
Frontispice de l’Ornithologie (1760)
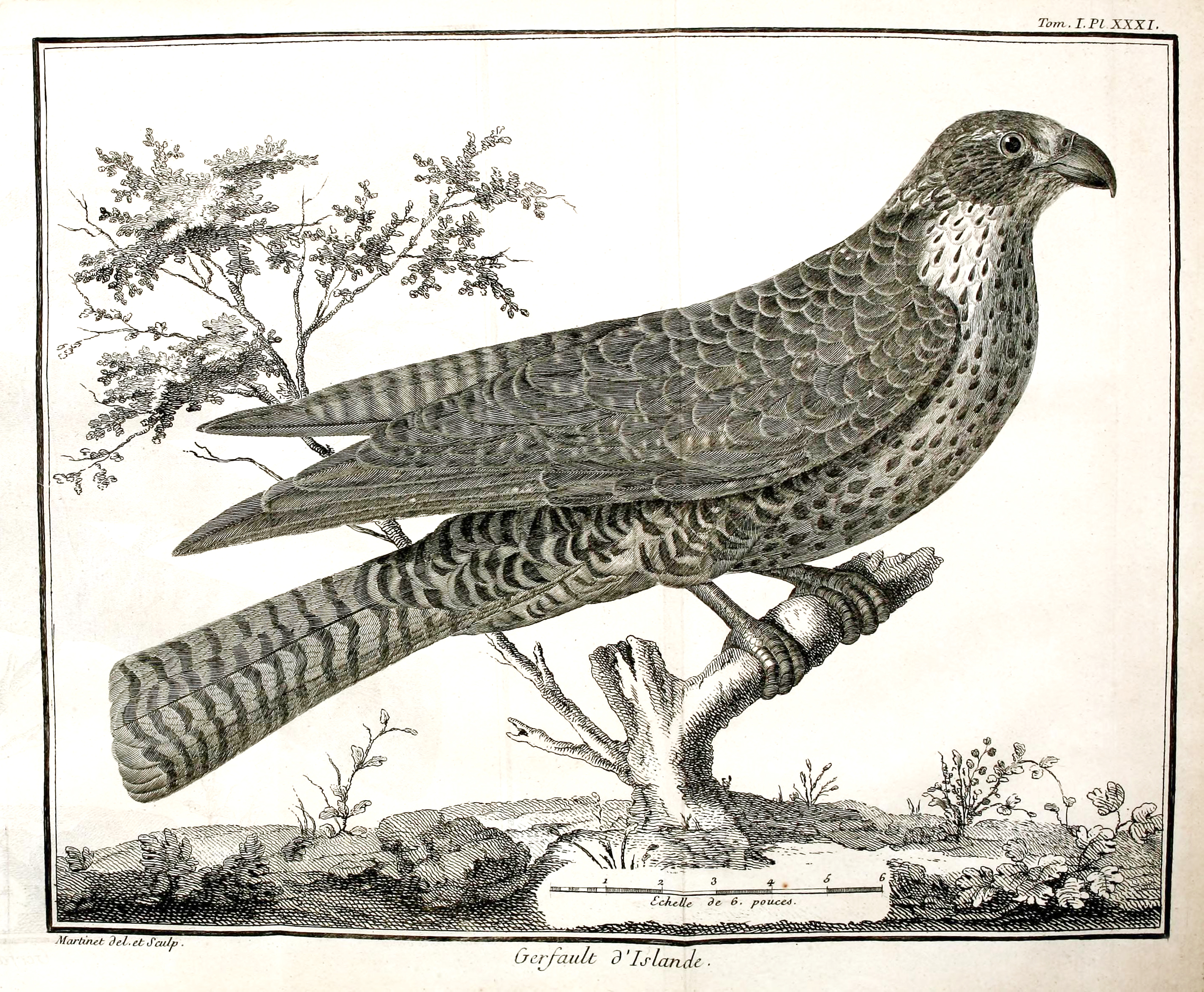
Planche de l’Ornithologie représentant un faucon. Gravure de François-Nicolas Martinet.

## La physique
Les collections de Réaumur sont incorporées après sa mort au Cabinet du roi, dépendant du Jardin du roi, bien qu'il les ait expressement léguées à l'Académie des sciences. Buffon (1707-1788) qui supervise ce transfert et qui détestait Réaumur, ne permet pas à Brisson de continuer son travail. Ayant perdu son emploi et n'ayant plus accès à ses collections, Brisson abandonne l'histoire naturelle et devient, grâce à l’appui de l’abbé Jean-Antoine Nollet (1700-1770), professeur de philosophie naturelle (physique) à Navarre et plus tard à Paris. Son œuvre principale dans ce domaine est sa Pesanteur spécifique des corps (1787). Brisson hérite de la collection d'appareils de physique de Nollet, mais la revend en 1792,. Il traduit l’Histoire de l’électricité de Joseph Priestley (1733-1804).

## Publications

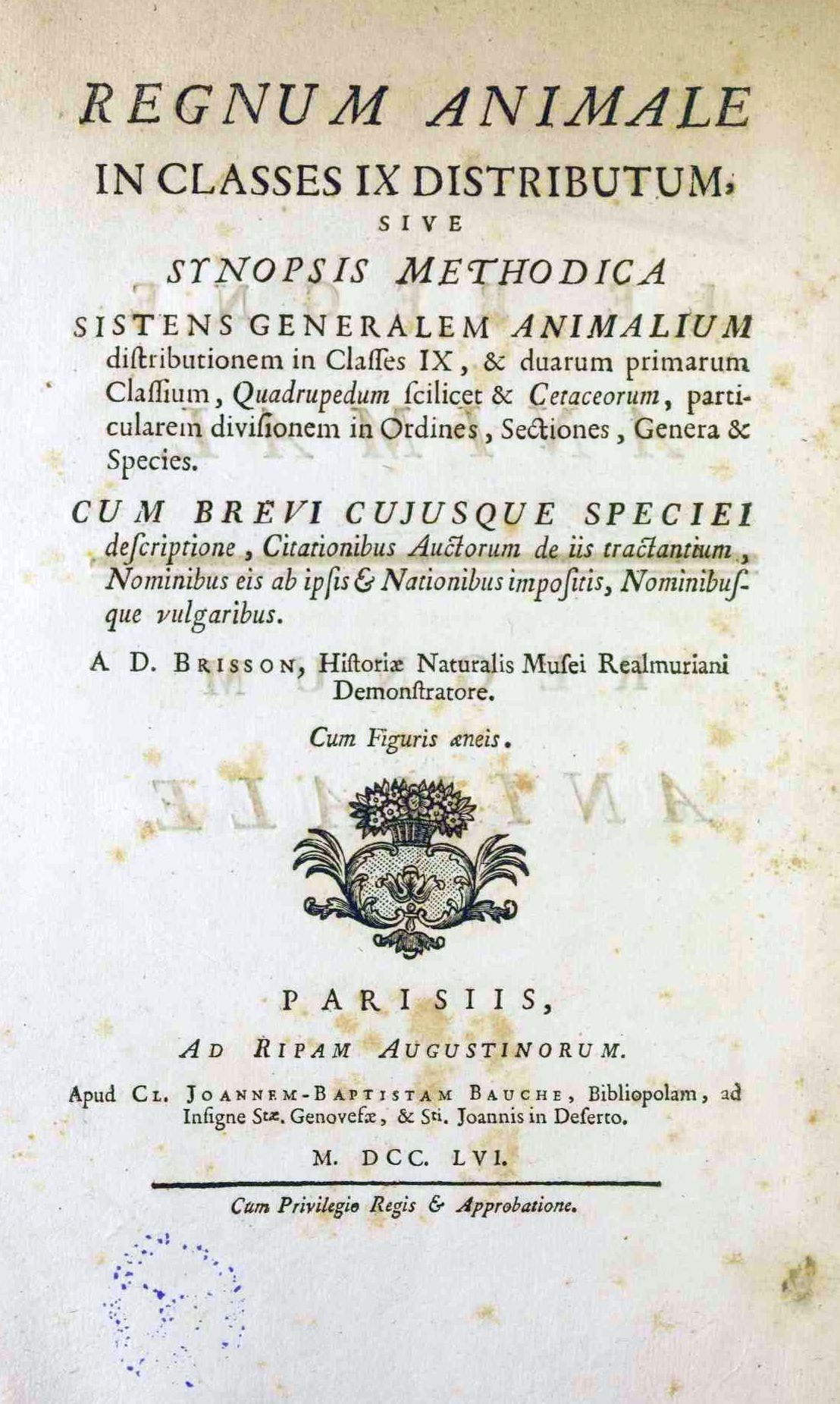
Regnum animale in classes IX distributum (Le Regne animal divisé en 9 classes), 1756

- Traduction de  Jacob Theodor Klein (1754). Système naturel du règne animal par classes, familles ou ordres, genres et espèces avec une notice de tous les animaux ; les noms grecs, latins, & vulgaires, que les naturalistes leur ont donnés, Cl. Jean-Baptiste Bauche, Libraire (Paris).
- Regnum animale in classes IX distributum sive Synopsis methodica. Haak, Paris, Leyde, 1756–62.
- Ornithologia sive Synopsis methodica sistens avium divisionem in ordines, sectiones, genera, species, ipsarumque varietates. Bauche, Paris, Leyde, 1760–63.
  - Ornithologie ou méthode contenant la division des oiseaux en ordres, sections, genres, espèces et leurs variétés, t. 1
- Supplementum Ornithologiæ sive Citationes, descriptionesque antea omissæ & species de novo adjectæ, ad suaquaque genera redactæ. Paris 1760.
- Lettres de deux Espagnols sur les manufactures. Vergera 1769.
- Dictionnaire raisonné de physique. Thou, Paris 1781–1800.
- Observations sur les nouvelles découvertes aërostatiques. Lamy, Paris 1784.
- Pesanteur spécifique des corps. Paris 1787.
- Traité élémentaire ou Principes de physique. Moutard & Bossange, Paris 1789–1803.
- Trattato elementare ovvero Principi di fisica. Grazioli, Florence, 1791.
- Die spezifischen Gewichte der Körper. Leipzig 1795.
- Suplemento al Diccionario universal de física. Cano, Madrid 1796–1802.
- Principes élémentaires de l'histoire naturelle et chymique des substances minérales. Paris 1797.
- Anfangsgründe der Naturgeschichte und Chemie der Mineralien. Mainz 1799.
- Instruction sur les nouveaux poids et mesures. Paris 1799.
- Elémens ou Principes physico-chymiques. Bossange, Paris 1800.
- Elements of the natural history and chymical analysis of mineral substances. Ritchie, Walker, Vernor & Hood, Londres, 1800.
- Tratado elemental ó principios de física. Madrid 1803/04.

## Sources
- Jean Dhombres (dir.) (1995), Aventures scientifiques. Savants en Poitou-Charentes du XVIe au XXe siècle, Les éditions de l’Actualité Poitou-Charentes (Poitiers) : 262 p.  (ISBN 2-911320-00-X)
- Michael Walters (2003). A Concise History of Ornithology, Yale University Press (New Haven, Connecticut) : 255 p.  (ISBN 0-300-09073-0)